# 阿卜杜勒-哈基姆·希沙尼
魯斯塔姆·穆罕默德耶維奇·阿日耶夫（俄语：Рустáм Магомéдович Ажи́ев，羅馬化：Rustam Magomedovich Azhiev，羅馬化：Moxmad Vo' Rustam，1981年4月12日—），是伊奇克里亞車臣共和國軍事人物。他在第二次車臣戰爭曾指揮車臣中央軍團。他亦是「高加索軍團」的共同創始人和第一任埃米爾（2013年至2019年）。從2013年開始，他參與敘利亞內戰，支持反對敘利亞總統巴沙爾·阿薩德政府的敘利亞反對派，為敘利亞境內車臣聖戰者領導人之一。他以其阿拉伯語名字阿卜杜勒-哈基姆·希沙尼（阿拉伯语：‎，羅馬化：ʿAbd al-Ḥakīm ash-Shīshānī）而廣為人知。
自2022年10月15日起，希沙尼領導參與俄烏戰爭中支持烏克蘭一方的伊奇克里亞車臣共和國志願軍。同日成為車臣伊奇克里亞共和國武裝部隊的副司令。2022年10月24日，他獲得上校軍銜，並擔任伊奇克里亞車臣共和國國防部副部長及軍事情報局局長。

## 生平
阿日耶夫在1981年4月12日出生於車臣-印古什蘇維埃社會主義自治共和國格羅茲尼謝赫伊茲瑙爾。他是車臣馬爾科伊部落的成員，屬於車臣族。
在阿日耶夫中學學業後，他進入師範學院就讀，但由於戰爭的爆發而無法繼續學習。他已婚，是一個大家庭的父親。他多次成為俄羅斯南部自由式摔跤比賽冠軍，也是自由式摔跤大師級選手。他的兄弟安佐爾是波蘭綜合格鬥（MMA）明星。他最年幼的兄弟曼蘇爾也是一名職業運動員，從事綜合格鬥。

## 事蹟

### 第二次車臣戰爭
2000年至2009年第二次車臣戰爭期間，他是車臣抵抗運動的積極參與者。自2000年代以來，他加入了魯斯塔姆·巴薩耶夫（化名阿米爾·阿布巴克爾）的組織，後者是伊奇克里亞車臣共和國武裝部隊中央軍團司令，其於2007年8月24日去世。之後，他接管中央軍團，在「高加索酋長國」宣佈成立之後，他在恐怖組織阿爾蓋達組織的車臣分支結構中確立了自己的地位。2009年，在與俄羅斯軍隊的戰鬥中，他受了重傷，包括失去三根手指和眼睛受傷。同年前往土耳其治療，並一直居住到2013年初。其後他被俄羅斯宣布列入聯邦通緝名單，並列入俄羅斯恐怖分子和極端分子名單。

### 敘利亞內戰
根據阿日耶夫本人的說法，由於無法成功返回車臣，他決定參與敘利亞內戰，以幫助當地的遜尼派人民對抗敘利亞總統巴沙爾·阿薩德的什葉派政權的起事。2013年初，他前往敘利亞參與由遜尼派敘利亞反對派組織「安薩爾沙姆」對抗政府軍的戰鬥行動。次年，他離開安薩爾沙姆，組建了名為「阿吉納德·卡夫卡斯」獨立組織，其中大部分成員是經過戰鬥考驗的車臣人，包括第二次車臣戰爭的參與者。後來，來自土耳其和歐洲國家的數百名車臣人加入了他們。他取了化名「阿卜杜勒-哈基姆·希沙尼」（「車臣的阿卜杜勒·哈基姆」）。他的組織主要駐紮在拉塔基亞和伊德利卜省，以獨立的聖戰團體行動，不參與敘利亞反對派遜尼派叛軍組織之間的內訌。希沙尼多次前往土耳其籌集資金支援「阿吉納德·卡夫卡斯」。該組織主要活躍在敘利亞西北部，參加了2015年伊德利卜攻勢和2016年哈馬攻勢等多場戰鬥。在2015年，他被北高加索武装分子視為「高加索酋長國」組織最高埃米爾的主要候選人之一。在接下來的幾年中，沙姆解放組織開始打壓外國戰士和組織，尤其是車臣籍的人，並逮捕與該組織關係密切的領導人，故此希沙尼返回土耳其定居。

### 在土耳其
2021年8月20日，希沙尼被指控參與在伊斯坦布爾對一名車臣籍前俄羅斯執法人員的襲擊。據俄羅斯消息來源稱，襲擊者威脅要殺死他的妻子和孩子，迫使他錄製一段批評車臣親俄領導層的影片聲明。然而，希沙尼的代表否認了威脅要殺死他的妻子和孩子的消息。2021年10月，土耳其逮捕了四名俄羅斯公民、一名烏克蘭公民和一名烏茲別克公民，指控他們計劃謀殺希沙尼。根據土耳其國家情報組織的資料，這個間諜網絡由比斯蘭·拉賽耶夫領導，他負責執行車臣共和國政治人物亞當·傑利姆漢諾夫和卡茲別克·杜庫佐夫（Казбек Дукузов）的命令。後者被指控在2004年謀殺了美國記者保羅·克列布尼科夫。有消息稱，土耳其當局曾打算將傑利姆漢諾夫通緝為國際通緝犯。然而，由於缺乏傑利姆漢諾夫與被捕人員有關的充分證據，此事未能實現。

### 2022年俄羅斯入侵烏克蘭
2022年3月，有報導稱希沙尼可能在烏克蘭境內，支援烏克蘭武裝部隊對抗俄羅斯軍隊。然而，根據官方消息，他直到2022年10月10日才帶領自己的隊伍抵達烏克蘭，並加入由伊奇克里亞車臣共和國總理艾哈邁德·扎卡耶夫創建的伊奇克里亞車臣共和國國防部獨立特種營，該營隊支援烏克蘭軍隊對抗俄羅斯。希沙尼的隊伍成為該部隊的一部分。
在抵達烏克蘭的幾天後，即2022年10月15日，希沙尼與伊奇克里亞車臣共和國領導人和官員會面。在會議期間，札卡耶夫發布了一項命令，任命希沙尼為伊奇克里亞車臣共和國武裝部隊代理副司令，並授予他上校軍銜。因此，希沙尼成為烏克蘭武裝部隊內伊奇克里亞車臣共和國指揮部的領導人。
2022年10月24日，希沙尼被任命為伊奇克里亞車臣共和國的國防部副部長兼軍事情報局局長。2023年1月出現了希沙尼在巴赫穆特戰役前線作戰的鏡頭。